# Дабан
Дабан (якут. Дабаан) — село в Олёкминском районе Республики Саха (Якутия) России. Административный центр Дабанского наслега.

## География
Село находится в юго-западной части Якутии, на левом берегу реки Лены, на расстоянии примерно 69 километров (по прямой) к юго-западу от города Олёкминска, административного центра района. Абсолютная высота — 185 метров над уровнем моря.
Климат
Климат характеризуется как резко континентальный. Средняя температура воздуха самого тёплого месяца (июля) составляет 18 °C; самого холодного (января) — −30 − −35 °C. Среднегодовое количество атмосферных осадков составляет 200—300 мм.
Часовой пояс
Село Дабан находится в часовой зоне МСК+6. Смещение применяемого времени относительно UTC составляет +9:00.

## Население
| 2002 | 2010 | 2021 |
| ---- | ---- | ---- |
| 562  | ↘525 | ↘313 |

Половой состав
По данным Всероссийской переписи населения 2010 года в гендерной структуре населения мужчины составляли 49,1 %, женщины — соответственно 50,9 %.
Национальный состав
Согласно результатам переписи 2002 года, в национальной структуре населения якуты составляли 77 %.

## Улицы
Уличная сеть села состоит из восьми улиц и пяти переулков.